# Noordlease Stadion
El Euroborg es un estadio de fútbol ubicado en la ciudad de Groningen en los Países Bajos. El estadio tiene un aforo de aproximadamente 23 000 aficionados, también cuenta en sus alderedores con un casino, una sala de cine, una escuela y una estación de tren.